# إبراهيم عمر
إبراهيم عمر هو سياسي نيوزيلندي، أصبح عضوًا في البرلمان النيوزلندي، في حزب العمال النيوزيلندي في عام 2020. 

## سيرة ذاتية

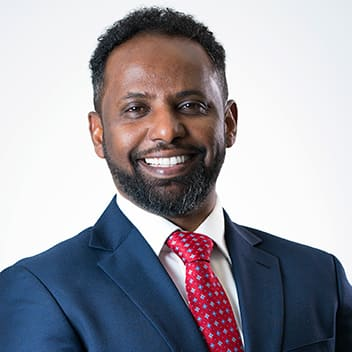
إبراهيم عمر

### النشأة ومهنه
إبراهيم عمر هو لاجئ من دولة إريتريا. فر من منزله عندما كان في جيل مراهقة إلى السودان، حيث قامت المفوضية السامية للأمم المتحدة لشؤون اللاجئين بإحالة قضيته إلى عدة دول أخرى من أجل قبول إقامته. أثناء وجوده في مخيمات اللاجئين التي تديرها الأمم المتحدة في السودان، عمل عمر كمترجم. أدى عمله هذا إلى إثارة شبهات بأنه جاسوس، واحتجزته السلطات حتى تدخلت الأمم المتحدة. وصل إلى نيوزيلندا في عام 2008، كجزء من عدة لاجئين الذين استقبلتهم نيوزيلندا. يقول عمر إنه في بداية حياته في نيوزيلندا، عمل كعامل نظافة، حيث قام بتنظيف ومسح الأرضيات؛  وقد عمل في هذه الفترة كعامل نظافة في جامعة فيكتوريا في ويلينجتون، الجامعة التي درس فيها لاحقا ونال منها بكالوريوس الآداب في العلوم السياسية في عام 2016. وصف عمر كيف استطاع أن يعمل منظفاً في الجامعة حتى الساعة الرابعة صباحًا، وحضوره لمحاضرة في الساعة العاشرة صباحًا في غرفة كان قد نظّفها الليلة السابقة.
عمل عمر كمنظم نقابي لـ E tū ،  مؤيدا ومدافعا للقضايا التي تسود المجتمع،  بما في ذلك كرئيس لمنتدى «منجزي التغيير» (بالإنجليزية: ChangeMakers)، الذي بهدف لإعادة التوطين.  نتيجة عمله هذا، حصل على جائزة ويلينجتونيان (بالإنجليزية تدعى: Absolutely Positively Wellingtonian) من قبل مجلس مدينة ويلينجتون في عام 2019. شارك عمر أيضًا في تأييد والدفاع عن أجر المعيشة، خاصةً لعمال النظافة في جامعة فيكتوريا في ويلينجتون.

### عضو في البرلمان
قالب:NZ parlbox header
قالب:NZ parlbox
|}
دخل عمر البرلمان كعضو بعد الانتخابات العامة النيوزيلندية 2020 .  تم إرفاقه في المرتبة رقم 42 على قائمة حزب العمال النيوزيلندي،  وفاز حزب العمال بمقاعد كافية في الإنتخابات للسماح لعمر بدخول البرلمان بهذا الترتيب.
عمر هو أول عضو برلمان إفريقي في نيوزيلندا، والثاني عضو الذي قد دخل نيوزيلندا كلاجئ.  

## مواقفه السياسية
أعرب عمر عن رغبته في التركيز على ظاهرة العنصرية خلال فترة عضويته في البرلمان، وعلى عدم تكافؤ الفرص بين أفراد المجتمع، والقضايا التي تواجه العمال ذوي الأجور المنخفضة. 

## روابط خارجية
- الموقع الرسمي